# Csangcsiakang
Csangcsiakang (egyszerűsített kínai írással: 张家港) város Kínában, Csiangszu tartományban. Lakosainak száma 1 447 600 fő (2022).

## Népesség
| 2020 | 1 432 044 |
| 2022 | 1 447 600 |

## Testvérvárosok
- Marugame